# Paul Stanton (acteur)
Cet article concerne l'acteur américain. Pour le joueur de hockey sur glace, voir Paul Stanton.
Pour les articles homonymes, voir Stanton.
Paul Stanton est un acteur américain, né à le 21 décembre 1884 dans l'Illinois, mort à Los Angeles, Californie, le 9 octobre 1955.

## Filmographie partielle
- 1934 : Stand Up and Cheer de Hamilton MacFadden
- 1934 : Most Precious Thing in Life de Lambert Hillyer
- 1934 : Call it Luck de James Tinling
- 1934 : His Greatest Gamble de John S. Robertson
- 1934 : She Was a Lady de Hamilton MacFadden
- 1934 : Marie Galante de Henry King
- 1934 : Wednesday's Child de John S. Robertson
- 1934 : Miss Carrott (Anne of Green Gables) de George Nichols Jr.
- 1935 : Time Square Lady de George B. Seitz
- 1935 : West Point of the Air de Richard Rosson
- 1935 : Strangers All de Charles Vidor
- 1935 : Let 'Em Have It de Sam Wood
- 1935 : Mexico et retour (Red Salute) de Sidney Lanfield
- 1935 : On a volé les perles Koronoff (Whipsaw) de Sam Wood
- 1935 : Another Face de Christy Cabanne
- 1936 : Je n'ai pas tué Lincoln (The Prisoner of Shark Island) de John Ford
- 1936 : C'était inévitable (It Had to Happen) de Roy Del Ruth
- 1936 : Champagne Charlie de James Tinling
- 1936 : Half Angel (en) de Sidney Lanfield
- 1936 : Les Chemins de la gloire (The Road to Glory) de Howard Hawks
- 1936 : Une certaine jeune fille (Private Number) de Roy Del Ruth
- 1936 : Sing, Baby, Sing de Sidney Lanfield
- 1936 : Fossettes (Dimples) de William A. Seiter
- 1936 : Every Saturday Night de James Tinling
- 1936 : Charlie Chan at the Circus de Harry Lachman : Joe Kinney
- 1936 : Pauvre Petite Fille riche de Irving Cummings
- 1936 : Le Chant des cloches (Sins of Man) de Otto Brower et Gregory Ratoff
- 1936 : The Crime of Dr. Forbes de George Marshall
- 1936 : Star for a Night de Lewis Seiler
- 1936 : The Longest Night de Errol Taggart
- 1936 : Career Woman de Lewis Seiler
- 1936 : Night Waitress de Lew Landers
- 1937 : Crack up de Malcolm St. Clair
- 1937 : Man of the People de Edwin L. Marin
- 1937 : La Légion noire (Black Legion) de Archie Mayo
- 1937 : Time Out for Romance de Malcolm St. Clair
- 1937 : Midnight Taxi (en) de Eugene Forde
- 1937 : Une étoile est née de William A. Wellman
- 1937 : It Could Happen to You (en) de Phil Rosen
- 1937 : It Can't Last Forever de Hamilton MacFadden
- 1937 : Stella Dallas de King Vidor
- 1937 : Âmes à la mer de Henry Hathaway
- 1937 : Charmante Famille de Otto Preminger
- 1937 : Youth on Parade de Phil Rosen
- 1937 : Cette sacrée vérité (The Awful Truth) de Leo McCarey
- 1937 : Place aux jeunes ou Au crépuscule de la vie (Make Way for Tomorrow) de Leo McCarey
- 1937 : Paid to Dance de Charles C. Coleman
- 1937 : Portia on Trial de George Nichols Jr.
- 1938 : Sur la pente (en) (City Girl) de Alfred L. Werker
- 1938 : Condemned Women de Lew Landers
- 1938 : Law od the Underworld de Lew Landers
- 1938 : Joyeux Gitans (Rascals) de H. Bruce Humberstone
- 1938 : Les Pirates du micro (Kentucky Moonshine) de David Butler
- 1938 : Army Girl de George Nichols Jr.
- 1938 : My Lucky Star (en) de Roy Del Ruth
- 1939 : Et la parole fut (The Story of Alexander Graham Bell) de Irving Cummings
- 1939 : Rose de Broadway (Rose of Washington Square) de Gregory Ratoff
- 1939 : Undercover Doctor de Louis King
- 1939 : Bachelor Mother de Garson Kanin
- 1939 : Stronger Than Desire (en) de Leslie Fenton
- 1939 : The Star Maker de Roy Del Ruth
- 1939 : Hollywood Cavalcade de Irving Cummings
- 1939 : Monsieur Smith au Sénat (Mr Smith Goes to Washington) de Frank Capra
- 1939 : 20,000 Men a Year (en) de Alfred E. Green
- 1940 : The Man Who Wouldn't Talk (en) de David Burton
- 1940 : And One Was Beautiful (en) de Robert B. Sinclair
- 1940 : Les Bas-fonds de Chicago (Queen of the Mob) de James Patrick Hogan
- 1940 : Monsieur Wilson perd la tête (I Love You Again) de W. S. Van Dyke avec Myrna Loy
- 1940 : I Want a Divorce (en) de Ralph Murphy
- 1941 : Whistling in the Dark de S. Sylvan Simon
- 1941 : The Night of January 16th de William Clemens
- 1942 : Griffes jaunes (Across the Pacific) de John Huston
- 1942 : Le Nigaud magnifique (The Magnificent Dope) de Walter Lang
- 1943 : L'Amour travesti (Slightly dangerous) de Wesley Ruggles
- 1943 : Laurel et Hardy chefs d'îlot (Air Raid Wardens) de Edward Sedgwick
- 1946 : Shadow of a Woman de Joseph Santley
- 1947 : Gai, marions-nous (Always Together) de Frederick de Cordova
- 1947 : Le Loup des sept collines (Cry Wolf) de Peter Godfrey
- 1947 : Mon loufoque de mari (Her Husband's Affairs) de S. Sylvan Simon
- 1951 : La Bagarre de Santa Fe (Santa Fe) de Irving Pichel